# Gesloten tijdachtige kromme
Een gesloten tijdachtige kromme (closed timelike curve of CTC in het Engels) is een begrip uit de algemene relativiteitstheorie.
Het is de naam voor een tijdachtige kromme in een ruimtetijd die dus, zo nodig onder invloed van niet-gravitatiekrachten, in principe een wereldlijn zou kunnen zijn van een massief deeltje, maar toch gesloten is. Dat wil zeggen dat een deeltje met zo'n wereldlijn na een bepaalde eigentijd terug op hetzelfde punt in de ruimtetijd staat; in het bijzonder, terug op het tijdstip waarop het deeltje vertrok. Dit is uiteraard vanuit fysisch perspectief een vreemde eigenschap en zou bijvoorbeeld aanleiding geven tot de grootvaderparadox.
Het bestaan van zulke krommen in een bepaalde ruimtetijd wordt daarom gezien als een fysisch ontoelaatbare eigenschap. Een voorbeeld van een ruimte die gesloten tijdachtige krommen heeft, is de anti-de Sitter-metriek. Indien men overgaat naar de universele bedekking van deze ruimte (welke meestal met dezelfde naam aangeduid wordt), verdwijnen de gesloten tijdachtige krommen en is de ruimte weer 'gezond'.